# Évricourt
Évricourt ist eine französische Gemeinde mit 217 Einwohnern (Stand: 1. Januar 2022) im Département Oise in der Region Hauts-de-France (vor 2016 Picardie). Sie gehört zum Arrondissement Compiègne und zum Kanton Thourotte.

## Geographie
Die Gemeinde Évricourt liegt an der Divette, etwa 22 Kilometer nordnordöstlich von Compiègne. Umgeben wird Évricourt von den Nachbargemeinden Cuy im Norden, Suzoy im Nordosten und Osten, Ville im Osten und Südosten, Cannectancourt im Süden sowie Thiescourt im Westen.

## Bevölkerungsentwicklung
| Jahr      | 1962 | 1968 | 1975 | 1982 | 1990 | 1999 | 2006 | 2013 | 2021 |
| Einwohner | 104  | 117  | 105  | 148  | 188  | 199  | 209  | 205  | 224  |

## Sehenswürdigkeiten
- Kirche St-Sulpice

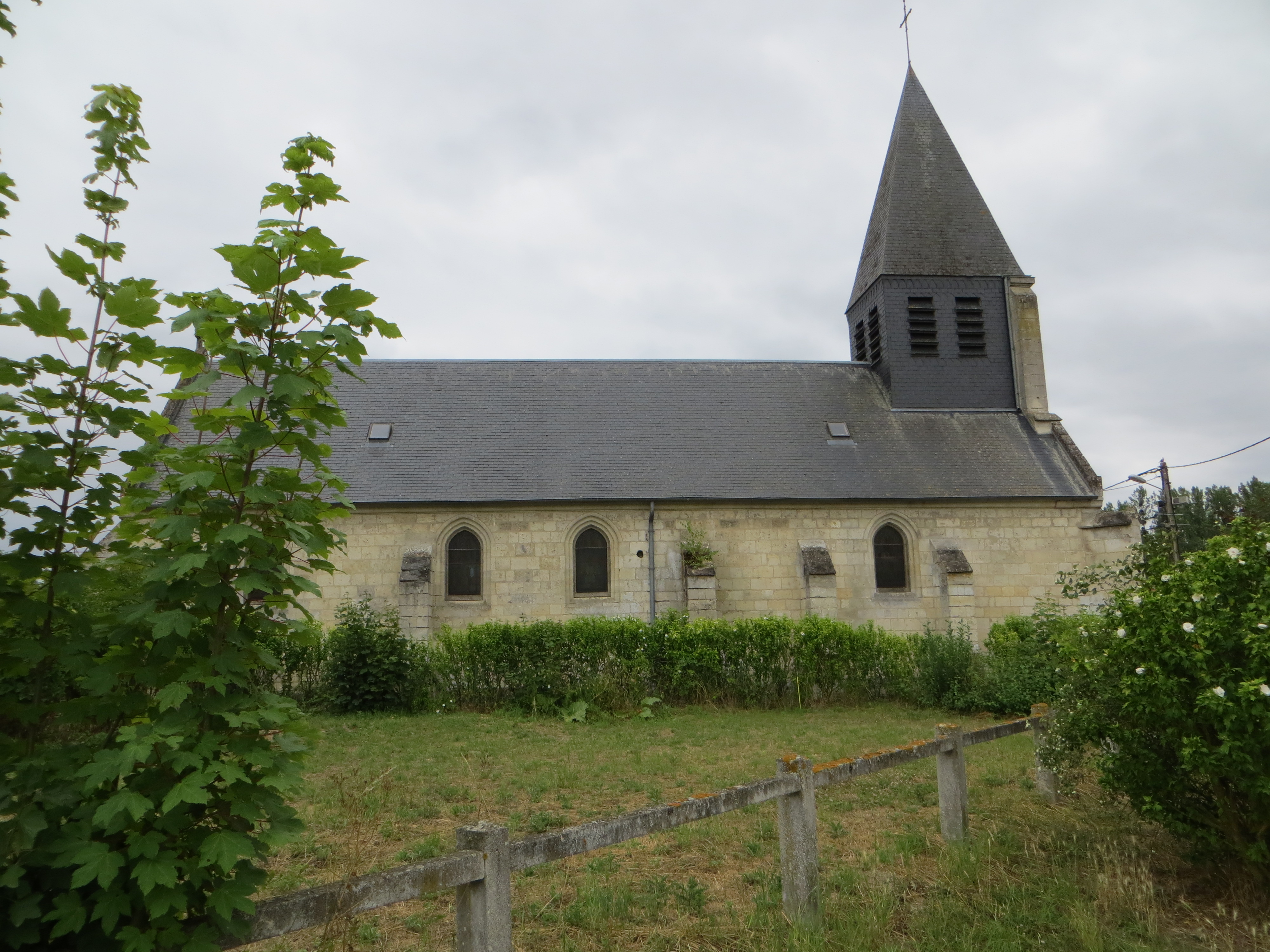
Kirche Saint-Sulpice
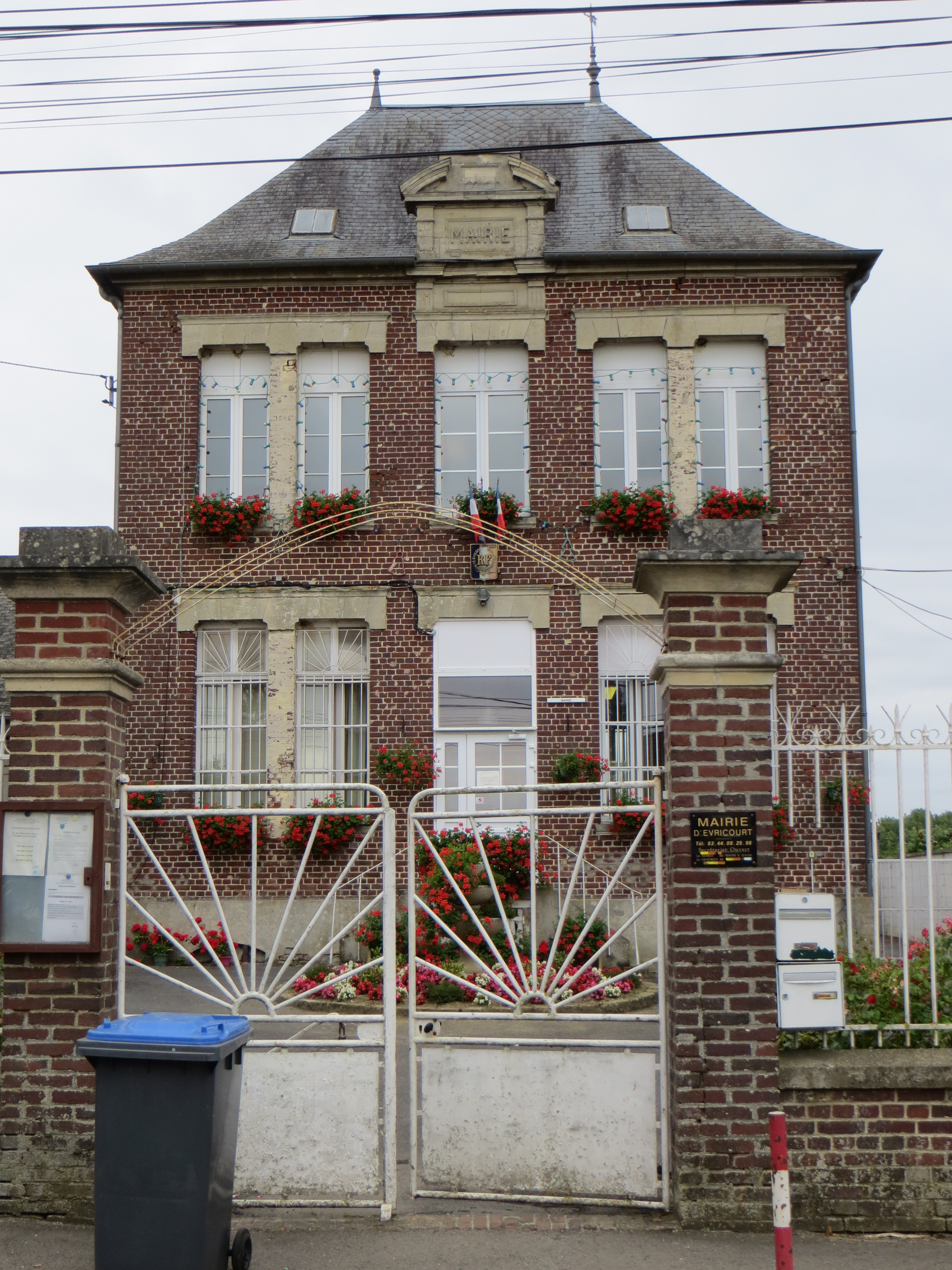
Rathaus (mairie)